# Cardigan, Wales
Cardigan (kymriska: Aberteifi) är en stad och community i grevskapet Ceredigion i sydvästra Wales. Staden var tidigare residensstad i Cardiganshire, som motsvaras av det nutida grevskapet Ceredigion. Den ligger nära mynningen av floden Teifi.